# Karl Immermann

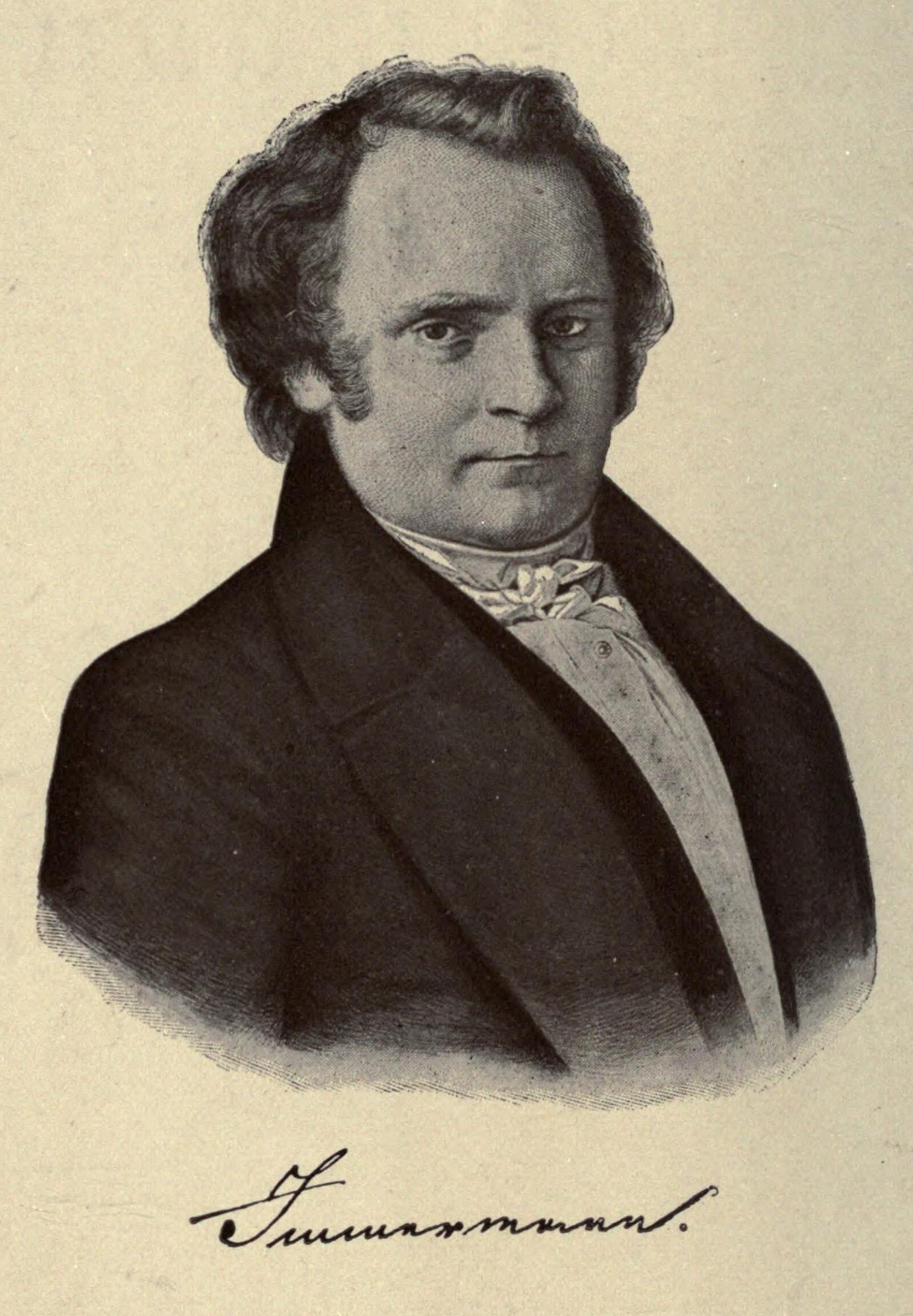
Karl Immermann, Buchgrafik nach einer Zeichnung von Carl Friedrich Lessing, 1837

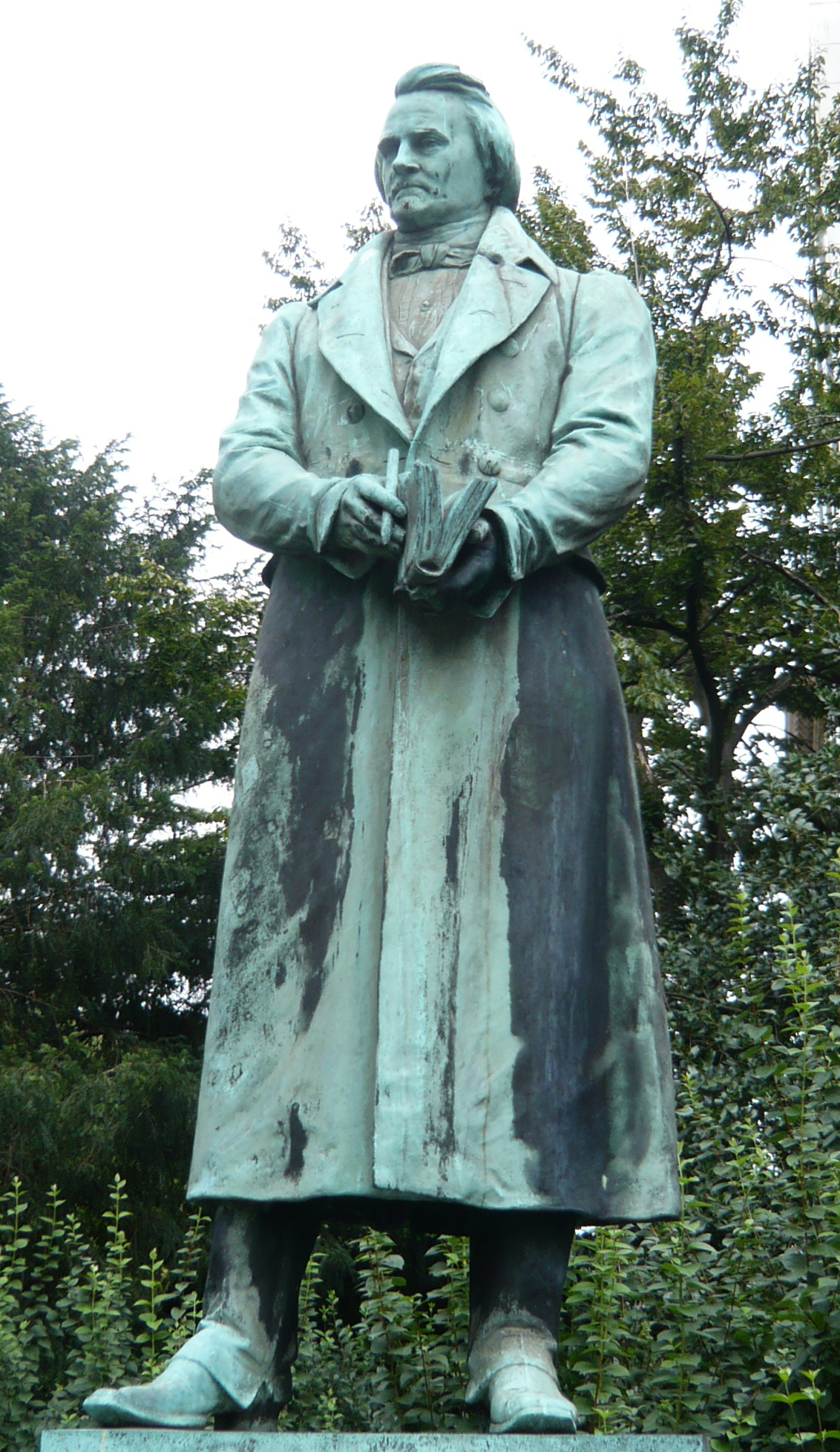
Bronzestatue Karl Immermann von Clemens Buscher, 1940 Aufstellung der Statue im Hofgarten, Goltsteinstraße, Düsseldorf

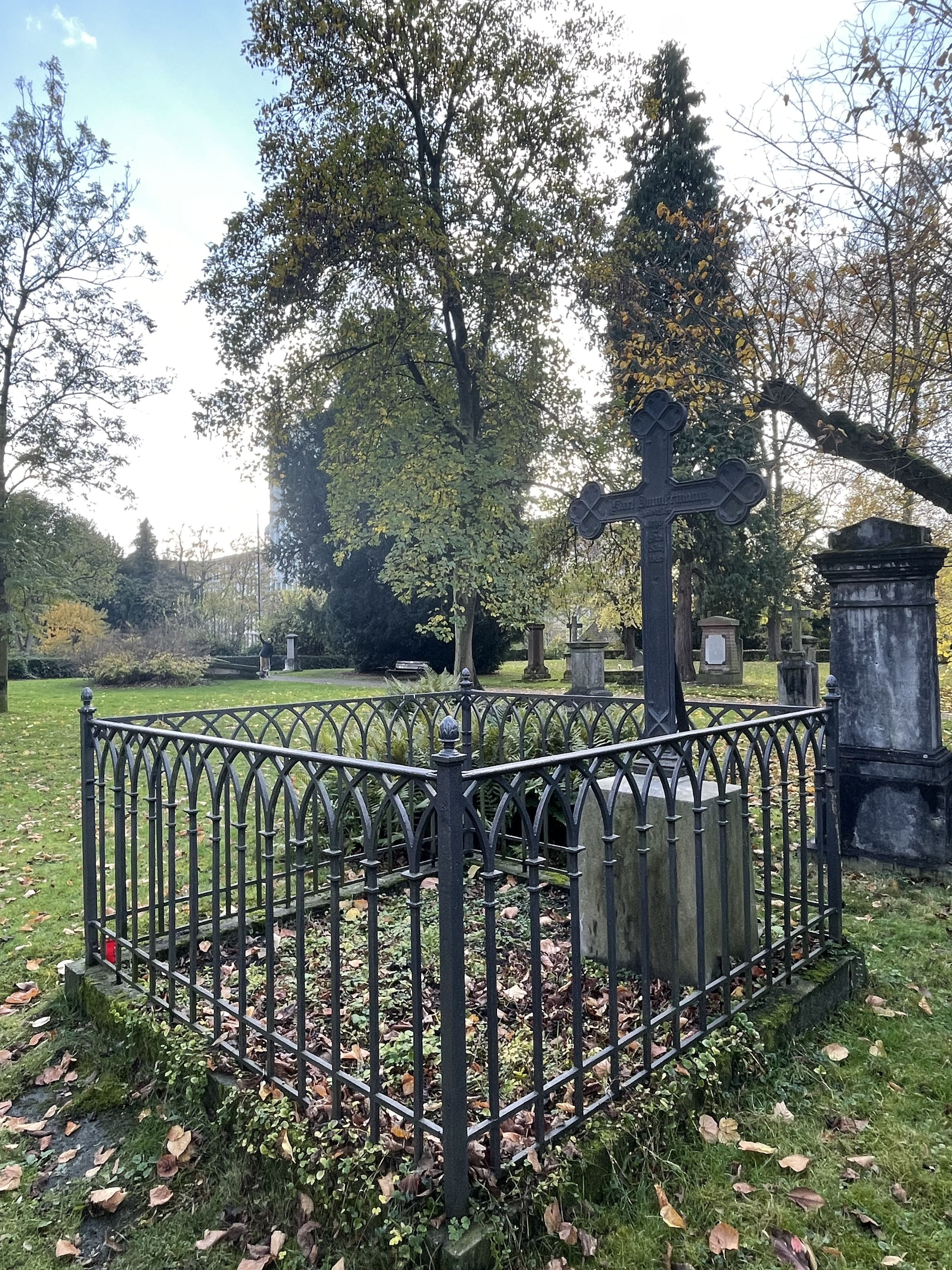
Grabstätte von Karl Leberecht Immermann, Golzheimer Friedhof (2024)

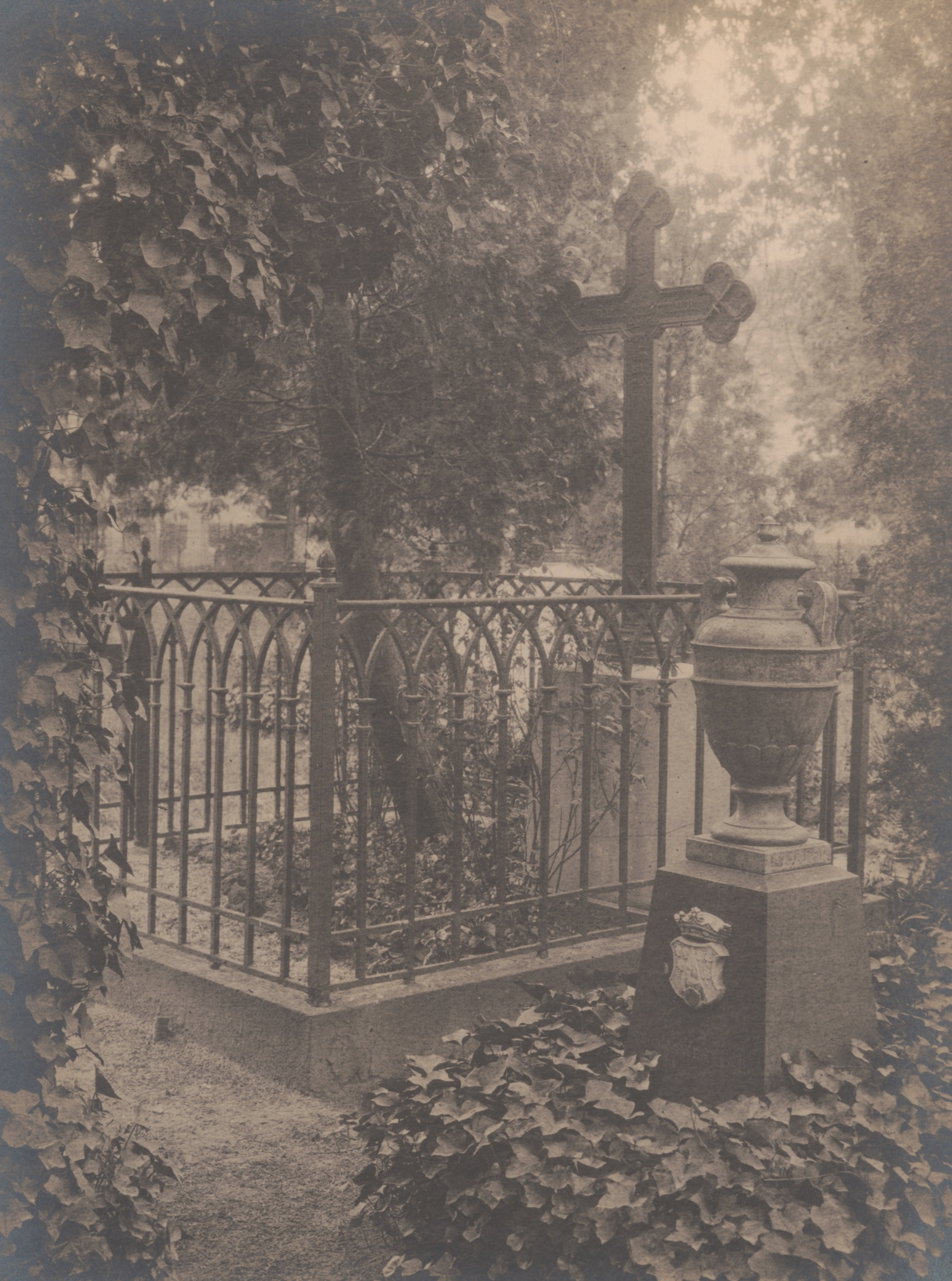
Grabstätte von Carl Immermann auf dem Golzheimer Friedhof, Foto Erwin Quedenfeldt, 1911

Karl Leberecht Immermann (* 24. April 1796 in Magdeburg; † 25. August 1840 in Düsseldorf) war ein deutscher Jurist, Schriftsteller, Lyriker und Dramatiker. Seine für seine Zeit vorbildliche Theaterarbeit in Düsseldorf ging als Immermann’sche Musterbühne in die Theatergeschichte ein.

## Leben
Karl Leberecht Immermann war Sohn des Kriegs- und Domänenrats Gottlieb Leberecht Immermann. Von 1807 bis 1813 besuchte er das Pädagogium des Klosters „Unser Lieben Frauen“ in Magdeburg. Danach studierte er von 1813 bis 1817 an der Universität Halle-Wittenberg Jura und nahm 1815 während des Studiums als Freiwilliger am Krieg gegen Napoléon Bonaparte teil.
1817 wurde Immermann erstmals literarisch aktiv, als er die schlagende Verbindung „Teutonia“ in Halle im Zusammenhang studentischer Auseinandersetzungen bis hin zum preußischen Thron polemisch attackierte. Seine in diesem Zusammenhang entstandene Schrift „Ein Wort zur Beherzigung“ (1817) wurde auf dem Wartburgfest ein Opfer der Bücherverbrennung.
Anschließend durchlief Immermann eine juristische Laufbahn, erst als Auskultator in Oschersleben (1818), dann als Referendar in Magdeburg (1819), Vortragender Auditeur, d. h. Jurist an einem Militärgericht, in Münster (1819–24), Kriminalrichter in Magdeburg (1824–27) und schließlich als Landgerichtsrat in Düsseldorf (1827–40).
1825 wurde Immermann in die Freimaurerloge „Ferdinand zur Glückseligkeit“ in Magdeburg aufgenommen.
In Münster begann er seine Tätigkeit als Schriftsteller. Auf den Spuren von Sophokles, William Shakespeare, Friedrich Schiller und Johann Wolfgang von Goethe verfasste er Tragödien (Das Thal von Ronceval, Edwin, Petrarca; alle 1822) und Lustspiele (Die Prinzen von Syracus (1821), Das Auge der Liebe (1824)) sowie Prosatexte. Während dieser Zeit knüpfte Immermann erste Kontakte mit anderen Autoren (unter anderem Heinrich Heine, Johann Wolfgang von Goethe, Ludwig Tieck, Friedrich von Uechtritz, Caroline de la Motte Fouqué, Rahel Varnhagen von Ense). In diese Zeit fällt auch Immermanns Begegnung mit Elisa von Lützow (geb. von Ahlefeldt-Laurwig, 1788–1855), die sich 1825 von ihrem Mann Adolf von Lützow scheiden ließ und Immermann nach Magdeburg und Düsseldorf folgte, wo sie mit ihm auf dem Collenbach’schen Gut in Pempelfort lebte.
In Düsseldorf war Immermann mit Wilhelm Schadow und den Künstlern der Kunstakademie befreundet und entwickelte seine Neigungen zur bildenden Kunst weiter. Maßgeblich war er 1829 an der Gründung des Kunstvereins für die Rheinlande und Westfalen beteiligt, dessen Verwaltungsrat er bis zu seinem Lebensende angehörte. Besondere Verdienste erwarb er sich als Leiter des Düsseldorfer Stadttheaters (1834–1837). Sein dabei entwickeltes künstlerisches Konzept wurde als Immermann’sche Musterbühne ein Vorbild für deutsche Theater. Darin hob er sich von seinem Vorgänger Josef Derossi ab, der mehr auf Tradition und den breiten Publikumsgeschmack bedacht war. Dieser hatte das Theater aufgebaut und Immermann anfangs sogar gefördert, später wurde er eher ein Gegenspieler. Doch auch Immermann, der zunächst viel Geschick dadurch bewiesen hatte, indem er eine Gemeinde von Theaterfreunden in einem Verein und in einer Aktiengesellschaft zusammenführte, scheiterte nach wenigen Jahren an den knappen Finanzen und musste die Leitung 1837 wieder an Derossi zurückgeben.
In Düsseldorf hatte Immermann Kontakt zu vielen anderen Autoren, darunter Michael Beer, Christian Dietrich Grabbe, Karl Gutzkow, Heinrich Laube, Ferdinand Freiligrath. Insgesamt nahm Immermann im Literaturbetrieb der Zeit eine vielseitige Vermittlerrolle wahr, wie seinen Tagebüchern und Briefen zu entnehmen ist. Es entwickelten sich aber auch Auseinandersetzungen, u. a. mit Hermann von Pückler-Muskau und August von Platen, auf dessen Spott im Romantischen Ödipus (1829) Immermann im selben Jahr mit dem Pasquill „Der im Irrgarten der Metrik umhertaumelnde Cavalier“ antwortete (Titel in Anspielung auf Johann Gottfried Schnabels Der im Irrgarten der Liebe herum taumelnde Cavalier). Zwischen Heinrich Heine, der Immermann verteidigte, und August von Platen entwickelte sich diese literarische Auseinandersetzung zu einem gesellschaftlichen Skandal, infolgedessen beide ins Exil gingen.
Am 25. August 1840 starb Immermann nach kurzer Krankheit im Haus auf der Ratinger Straße Nr. 45. Er wurde auf dem Golzheimer Friedhof in Düsseldorf beigesetzt. Sein Nachlass befindet sich im Goethe- und Schiller-Archiv in Weimar, im Heinrich-Heine-Institut in Düsseldorf und in der Stadt- und Landesbibliothek Dortmund.
In Magdeburg pflegt die Immermann-Gesellschaft das Werk des Dichters. Die Stadt Düsseldorf verlieh den Immermann-Preis.

## Familie
Karl Immermann heiratete 1839 Wilhelmine Marianne Niemeyer (* 8. September 1819; † 17. Februar 1886), sie war die Tochter des Magdeburger Arztes Carl Eduard Niemeyer (* 13. April 1792; † 13. Dezember 1837). Ihre Schwester Antonie Gabriele Charlotte (1824–1893) war verheiratet mit dem Maler Wilhelm Camphausen. Karl Immermann starb kurz nach der Geburt der Tochter Caroline (* 12. August 1840; † 2. April 1909), diese heiratete später den Politiker Friedrich Heinrich Geffcken. Seine Witwe heiratete Ende 1847 den Kaufmann und Direktor der Berlin-Hamburger Eisenbahn-Gesellschaft Julius Guido Wolff (* 11. August 1803; † 14. Mai 1880 Hamburg).

## Werke und Werkausgaben

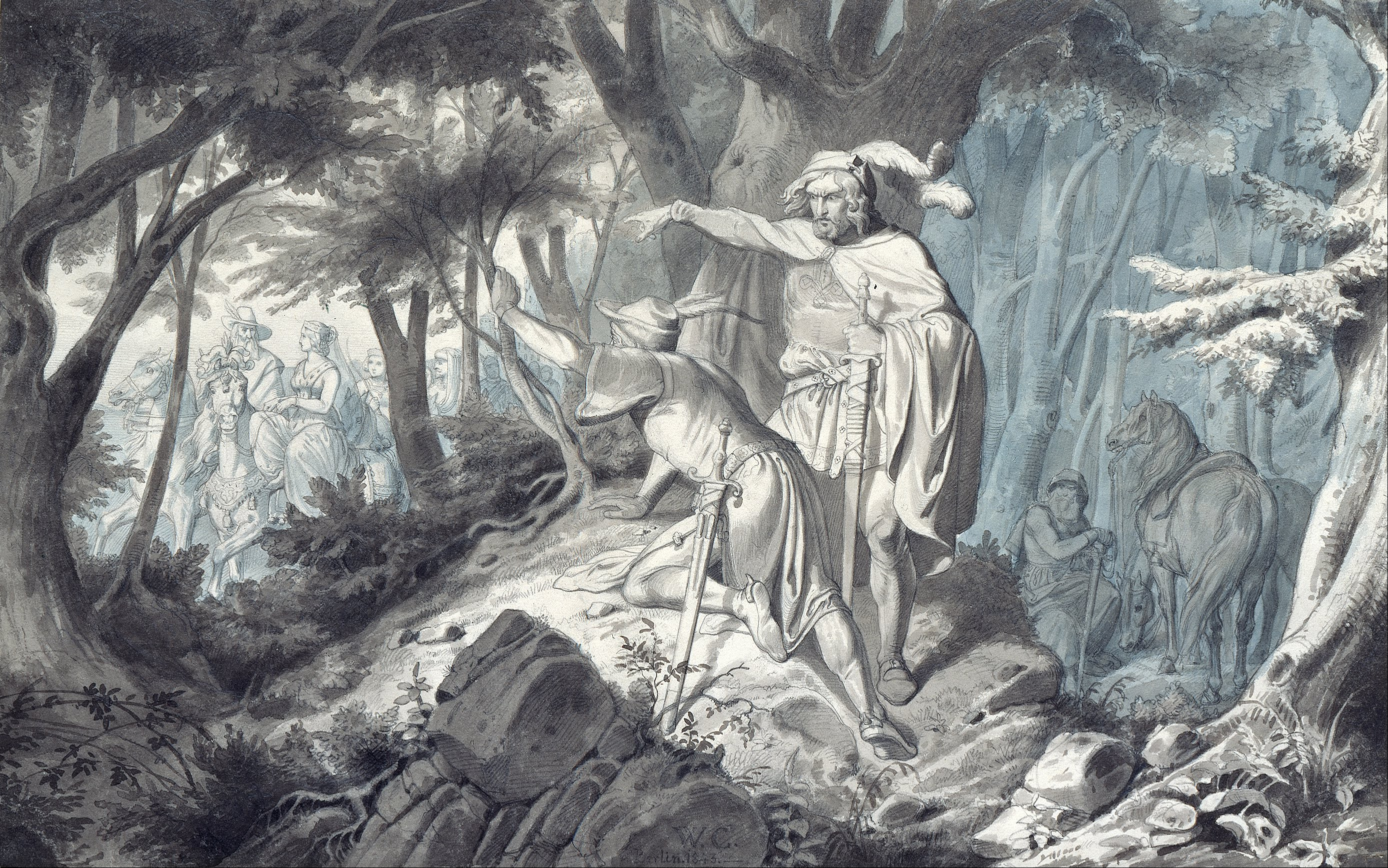
Tristan und Kadin, Isolde bei ihrem Ausritt heimlich beobachtend, Illustration von Wilhelm Camphausen zu Immermanns Tristan und Isolde, 1843

Zu Digitalisaten von Immermanns Werken siehe die Seite auf Wikisource.
- Das Thal von Ronceval. Trauerspiel. 1819.
- Die Prinzen von Syracus. Lustspiel. 1821.
- Gedichte. 1822.
- Der neue Pygmalion. Erzählung. 1825.
- Das Trauerspiel in Tyrol. 1827.
- Die Verkleidungen. Lustspiel. 1828.
- Der Karneval und die Somnambule. Erzählung. 1830. Kupfergraben, Berlin 1990, ISBN 3-89181-107-1.
  - Der Carneval und die Somnambüle. In: Deutscher Novellenschatz. Hrsg. von Paul Heyse und Hermann Kurz. Bd. 5. 2. Aufl. Berlin, [1910], S. 139–273. In: Weitin, Thomas (Hrsg.): Volldigitalisiertes Korpus. Der Deutsche Novellenschatz. Darmstadt/Konstanz, 2016. (Digitalisat und Volltext im Deutschen Textarchiv)
- Tulifäntchen. Ein Heldengedicht in drei Gesängen. 1832.
- Alexis. Eine Trilogie. 1832.
- Merlin. Eine Mythe. Drama in drei Akten. 1832.
- Die Epigonen.[6] Roman. 1836. Winkler, München 1981, ISBN 3-538-05120-8.
- Münchhausen. Eine Geschichte in Arabesken.[7] Roman. J. E. Schaub, Düsseldorf 1838–1839; Nannhof/Leipzig 1940 (herausgegeben von Oskar Weitzmann mit lexikalisch geordneten Erläuterungen); Hanser, München 1977, ISBN 3-446-12435-7.
  - 1. Teil (Digitalisat und Volltext im Deutschen Textarchiv)
  - 2. Teil (Digitalisat und Volltext im Deutschen Textarchiv)
  - 3. Teil (Digitalisat und Volltext im Deutschen Textarchiv)
  - 4. Teil (Digitalisat und Volltext im Deutschen Textarchiv)
- Düsseldorfer Anfänge. Maskengespräche. 1840 (Erstdruck in: Deutsche Pandora. Gedenkbuch zeitgenössischer Zustände und Schriftsteller, 3. Band, Stuttgart (Literatur-Comptoir) 1840, S. 3–88, Digitalisat)
- Memorabilien. 1840–1843 (unter dem Titel Preußische Jugend zur Zeit Napoleons[8] von Wilhelm von Bode, stark gekürzt 1907 hg.; mehrfach aktuelle Neuauflagen des Originaltextes)
  - Friedrich Oswald, Essay über das Buch, in Telegraph für Deutschland, 1840
  - Werner Feudel: Vom Unbehagen der Zeitgenossen. Industrielle Revolution im Roman, in Unzeit des Biedermeiers. Historische Miniaturen zum deutschen Vormärz. Pahl-Rugenstein, Köln 1986, S. 136 – 142. Ausführliche Darstellung des Buchs
- Der Oberhof. Roman, 1840
- Tristan und Isolde. 1840 (unvollendet, nach Schlussbearbeitung durch Ludwig Tieck 1841 veröffentlicht)
- Benno von Wiese (Hrsg.): Karl Immermann. Werke in fünf Bänden. Athenäum. Frankfurt am Main 1973.

## Ehrungen und Denkmäler
- 1868: Anbringung einer Marmortafel mit den Lebensdaten des Dichters am Düsseldorfer Sterbehaus
- 1901: Aufstellung einer 500 kg schweren Bronzestatue in der Frontnische des Düsseldorfer Stadttheaters (1936 von den Nationalsozialisten entfernt)
- 1918 wurde in Düsseldorf als Verein der kulturellen Bildung der Immermannbund gegründet.
- Am 3. Juli 1927 wurde an seinem Geburtshaus in der Große Klosterstraße 18 in Magdeburg die Immermann-Gedenktafel mit einem Reliefbild feierlich enthüllt.
- Bereits 24 Jahre zuvor errichteten Freunde und Gönner des Lyrikers vor dem Düsseldorfer Stadttheater ein Standbild nach einem Entwurf des Bildhauers Clemens Buscher. Das Denkmal sollte nur wenige Jahre stehen dürfen. Im Zweiten Weltkrieg wurde die Statue zerstört.
- 1940: Aufstellung der Immermann-Bronzestatue im Düsseldorfer Hofgarten, im Parterre nahe der Goltsteinstraße
- 1962: Aufstellung einer Büste im Düsseldorfer Schauspielhaus
- Zahlreiche Straßen zum Beispiel die Immermannstraße in Düsseldorf, Frankfurt am Main, Hamburg, Hannover, im Kölner Stadtbezirk Lindenthal sowie in Magdeburg im Stadtteil Stadtfeld Ost sind nach Immermann benannt.[9]